# Blauflügel-Sperlingspapagei
Der Blauflügel-Sperlingspapagei (Forpus xanthopterygius) ist eine Vogelart aus der Familie der Eigentlichen Papageien (Psittacidae).

## Aussehen
Hauptfarbe dieser Art (Nominatform) ist gelblichgrün, wobei der Kopf mehr grün ist. Die Männchen haben einen dunkelblauen Bürzel und blaue bis violette Achseln und Unterflügelfedern. Die Weibchen sind fast ganz grün, wobei die Federn an der Stirn und um den Schnabel blasser bzw. leicht gelblich sind. Die Jungvögel sind wie adulte Tiere gefärbt, aber das Blau ist noch nicht so stark ausgebildet. Der Schnabel ist hornfarben bzw. leicht grau. Die Füße sind fleischfarben und die Iris ist dunkelbraun.

## Verbreitung

Das Verbreitungsgebiet des Blauflügel-Sperlingspapageis

Der Blauflügel-Sperlingspapagei in Peru, Bolivien, Brasilien, Paraguay und Argentinien vor.

## Unterarten
Es werden folgende Unterarten anerkannt:
- Forpus xanthopterygius flavescens (Salvadori, 1891)[2] kommt im südöstlichen Peru und östlichen Bolivien vor.
- Forpus xanthopterygius flavissimus Hellmayr, 1929[3] ist im nordöstlichen Brasilien verbreitet.
- Forpus xanthopterygius xanthopterygius (Spix, 1824)[4] ist vom östlichen Brasilien über das Paraguay und das nördliche Argentinien verbreitet

Psittacula passerina vivida Ridgway, 1888 wird heute als Synonym zur Nominatform betrachtet. Lange wurde der Dickschnabel-Sperlingspapagei (Forpus crassirostris (Taczanowski, 1883)) als Unterart des Blauflügel-Sperlingspapageis geführt. Mit der Abspaltung wurde auch Forpus xanthopterygius olallae Glydenstolpe, 1945 abgespalten, ein Name, der heute als Synonym für den Dickschnabel-Sperlingspapagei betrachtet wird.

## Etymologie und Forschungsgeschichte
Die Erstbeschreibung des Blauflügel-Sperlingspapagei erfolgte 1824 durch Johann Baptist von Spix unter dem wissenschaftlichen Namen Psittaculus xanthopterygius. Als Verbreitungsgebiet gab er Minas Gerais an. 1858 führte Friedrich Boie die neue Gattung Forpus für den Grünbürzel-Sperlingspapagei (Forpus passerinus) (Linnaeus, 1758) und Psittacus rufirostris Linnaeus, 1758 ein. Für die Etymologie des Wortes Forpus gibt es keine Erklärung. Es wurde vermutet, dass es sich aus dem griechischen φορέω phoreō für „etwas tragen“, „mit etwas ausgestattet sein“ und πούς pous für „Fuß“ zusammensetzt. Arthur Alfred Prestwich stellte in seinem Buch I Name This Parrot. Brief biographies of men and women in whose honour commemorative names have been given die These auf, dass es sich vom lateinischen „profus“ für „sich ausbreiten“, in Anspielung auf ihre kurzen, keilförmigen Schwänze, ableiten könnte. Der Artname xanthopterygius ist ein Wortgbilde aus ξανθος xanthos, deutsch ‚gelb‘ und πτερυξ, πτερυγος pterux, pterugos, deutsch ‚Flügel‘. Flavescens leitet sich von lateinisch flavens, flaventis, flavus ‚gelb, goldfarben, goldengelb‘, flavissimus von lateinisch flavissimus, flavus ‚sehr gelb, gelb‘ und vivida von lateinisch vividus, vivere ‚lebendig, leben‘ ab. Alfred Laubmann hatte für sein Werk Die Vögel von Paraguay zwölf Bälge, gesammelt von Eugen Josef Robert Schuhmacher (1906–1973) und Hans Krieg (1888–1970) in Zanja Moroti im Bergland des Río Apa und in Nueva Germania, zur Verfügung. Laubmann schlug die paraguayanischen Vögel P. p. vivida zu. Zwei weitere Exemplare stammten aus Bernalcue und Asuncion ohne die Sammler zu nennen. In der Literatur sah er in Lambaré durch Hans Hermann Carl Ludwig von Berlepsch, in Sapucai durch Charles Chubb, in Villarica durch Roberto Dabbene sowie im Departamento Alto Paraná und Monte Sociedad durch Arnaldo de Winkelried Bertoni Nachweise für das Land. Außerdem erwänte er Loro/Lorito del enano von Félix de Azara.